# Свиня (фільм, 2018)
«Свиня» (перс. Khook) — іранський комедійний фільм 2018 року, поставлений режисером Мані Хагігі. Фільм брав участь в конкурсній програмі 68-го Берлінського міжнародного кінофестивалю, де 21 лютого 2018 відбулася його світова прем'єра.

## Сюжет
Гасан розлючений. Він занесений до чорного списку і протягом багатьох років не може більше знімати фільми. Акторка, яку він зробив зіркою, і в яку був закоханий, тепер хоче випустити фільм з іншим режисером. Він розійшовся з дружиною, а тепер і його дочка має намір розірвати родинні зв'язки. Більш того, його стара мати, яка живе з ними, здається, повільно божеволіє. Але найгіршим є те, що в Тегерані та його околицях, вбивають кінематографістів. Але чому серійний вбивця з-поміж усіх людей ігнорує його? Почуття Гасана уражені: хіба не він найкращий режисер у місті? Його розчарування посилюється, коли в результаті серії дивних непорозумінь, він стає головним підозрюваним. Коментарі з шаленою швидкістю розтікаються по ЗМІ, і популярність Гасана згасає щохвилини. Йому потрібен диявольський план, щоб відновити свою репутацію.

## У ролях
| • Хасан Маджуні    | … | Гасан Касмаї, режисер    |
| • Лейла Хатамі     | … | Шива Мохаджер, акторка   |
| • Лейлі Рашиді     | … | Ґолі, дружина            |
| • Париназ Ізадйар  | … | Енні, ловчий             |
| • Міна Джафарзадех | … | Джейран, мати            |
| • Айназ Азаргуш    | … | Альма, донька            |
| • Алі Багері       | … | Аземат, поліцейський     |
| • Сіамак Ансарі    | … | Гомаюн, партнер з тенісу |
| • Алі Мосаффа      | … | Сохраб Саїді, конкурент  |

## Знімальна група
- Автор сценарію — Мані Хагігі
- Режисер-постановник — Мані Хагігі
- Продюсер — Мані Хагігі
- Оператор — Махмуд Каларі
- Композитор — Пейман Язданіан
- Монтаж — Мейсам Молаей
- Художник-постановник — Амір Хоссейн Годсі
- Художник з костюмів — Негар Нематі

## Нагороди та номінації
| Список нагород та номінацій           | Список нагород та номінацій | Список нагород та номінацій | Список нагород та номінацій | Список нагород та номінацій | Список нагород та номінацій |
| Кінофестиваль/Кінопремія              | Рік                         | Категорія                   | Номінант(и)                 | Результат                   | Дж                          |
| ------------------------------------- | --------------------------- | --------------------------- | --------------------------- | --------------------------- | --------------------------- |
| Берлінський міжнародний кінофестиваль | 2018                        | Золотий ведмідь             | Свиня                       | Номінація                   | [ 2 ]                       |
| Кінофестиваль у Сіджасі               | 2018                        | Гран-прі за найкращий фільм | Свиня                       | Номінація                   |                             |
| Кінофестиваль у Сіджасі               | 2018                        | Найкращий актор             | Хасан Маджуні               | Перемога                    |                             |